# Ларанжейра, Данило
Данило Ларанжейра (порт. Danilo Larangeira; 10 мая 1984, Сан-Бернарду-ду-Кампу, Бразилия) — бразильский футболист, выступал на позиции защитника.

## Карьера
В 2001 году семнадцатилетний Данило стал игроком молодёжной команды клуба «Паулиста» из Сан-Пауло. В 2003 году его включили во взрослую команду клуба, за которую футболист сыграл 41 матч и забил 4 мяча. В 2003 году Данило был арендован клубом «Итуано» из города Иту (штат Сан-Паулу). В 2005 перешёл в клуб «Атлетико Паранаэнсе» из города Куритиба (штат Парана).
16 декабря 2009 года клуб «Палмейрас» официально подписал контракт с Данило, в партнёрстве с компанией Traffic Group за $ 2,55 млн выкупив его, при этом «Атлетико Паранаэнсе» сохранил за собой 20 % прав на центрального защитника.
В апреле 2010 года Данило привлёк национальное внимание, когда был обвинен в расизме по отношению к защитнику «Атлетико Паранаэнсе» Мануэлу. Во время матча между «Атлетико» и «Палмейрасом» 15 апреля телевизионные камеры засняли сцену, в которой Данило назвал Мануэла «обезьяной». Данило позже публично признал, что обиделся и плюнул в Мануэла, который сразу после матча сообщил об инциденте в полицейский участок в Сан-Паулу. В январе 2013 года уголовный суд Сан-Паулу приговорил Данило к одному году лишения свободы. Игрок подал апелляцию, надеясь на замену тюремного заключения на штраф.
В 2011 году Данило переехал в Италию, став игроком клуба «Удинезе». 4 сентября 2013 года он продлил контракт до 2018 года.
16 августа 2018 года Данило перешёл в «Болонью» на правах аренды с обязательным правом выкупа, которое активировалось 1 июля 2019 года.
31 августа 2022 года подписал однолетний контракт с «Пармой» на правах свободного агента.

## Достижения
- Чемпион бразильской Серии С: 2003
- Чемпион лиги Паранаэнсе: 2005